# Katholieke Hogeschool Kempen
De Katholieke Hogeschool Kempen (KHK) was van september 1995 tot 11 juli 2012 een Vlaamse katholieke hogeschool. De KH Kempen was lid van de Associatie KU Leuven.
In 2012 fuseerde ze met Lessius Antwerpen en Lessius Mechelen tot Hogeschool Thomas More.

## Geschiedenis
Het Hoger Instituut voor Economische Wetenschappen, de Katholieke Industriële Hogeschool der Kempen, het Hoger Instituut voor Technische Wetenschappen, het Hoger Instituut voor Sociale Studies en het Hoger Instituut voor Technische en Paramedische Wetenschappen, vormden in Geel het Hoger Instituut der Kempen (HIK).
Ten gevolge van het 'Decreet betreffende de hogescholen in de Vlaamse Gemeenschap' van 13 juli 1994 fusioneerden de vrije katholieke hogescholen uit de Kempen op 1 september 1995 tot één hogeschool. Zij gingen samen met de afdeling hoger onderwijs van het Sint-Aloysiusinstituut voor Verpleegkunde uit Lier, het Pedagogisch Hoger Onderwijs Kardinaal Van Roey-Instituut uit Vorselaar, het Pedagogisch Hoger Instituut Heilig Graf uit Turnhout, het Hoger Instituut voor Verpleegkunde Sint-Elisabeth uit Turnhout en de Economische Hogeschool Turnhout. Sindsdien zijn zij de Katholieke Hogeschool Kempen (KHK).
De KHK werd in bij de start van academiejaar 1995-1996 bij de fusie- en reorganisatie van het Hoger onderwijs in Vlaanderen gevormd uit enkele katholieke normaalscholen, verpleegsterscholen, een handelshogeschool, een sociale hogeschool en een school voor industrieel ingenieurs, allen gelegen in de Kempen. De school had de meeste opleidingen in haar hoofdzetel te Geel, maar er waren ook vestigingen te Lier, Turnhout, Vorselaar.
In 2012 ging Katholieke Hogeschool Kempen vzw verder onder de naam Thomas More Kempen vzw.

## Opleidingen
In Vlaanderen had de school een goede reputatie voor de land- en tuinbouwopleidingen, o.a. wegens de nauwe samenwerking met de Landbouwfaculteit van de KU Leuven. Verder bood deze hogeschool enkele professionele bachelor-opleidingen aan die zeldzaam tot uniek in Vlaanderen zijn, zoals: Bachelor in de orthopedie en Bachelor in logistiek en de optie landbouwmechanisatie en dierenarts-assistent binnen de Bachelor in de agro- en biotechnologie.
In 2007-2008 telde de school de volgende departementen:
- Departement agro- en biotechnologie (Geel)
- Departement gezondheidszorg (Lier, Mechelen, Turnhout)
- Departement gezondheidszorg en chemie (Geel)
- Departement handelswetenschappen en bedrijfskunde (Geel, Turnhout)
- Departement industriële en biowetenschappen (Geel)
- Departement technologie (Geel)
- Departement lerarenopleiding (Turnhout, Vorselaar)
- Departement sociaal werk (Geel)

De eindwerken van de afgestudeerde studenten van de campus Geel zijn sinds 2003 volledig toegankelijk via de eindwerk-site van de hogeschool.